# Paul B. Hill
Paul Bernhard Hill (* 1953 in Differten, Kreis Saarlouis) ist ein deutscher Sozialwissenschaftler und Hochschullehrer. Seine Forschungsschwerpunkte liegen in der Allgemeinen Soziologie, Methoden der empirischen Sozialforschung, Familien- bzw. Partnerschaftssoziologie sowie in der Migrations- und Minoritätensoziologie.

## Beruflicher Werdegang
Hill studierte Soziologie, Wirtschaftswissenschaften und Psychologie und wurde 1984 mit der Dissertation Determinanten der Eingliederung von Arbeitsmigranten promoviert. Von 1980 bis 1990 war er Wissenschaftlicher Mitarbeiter an den Universitäten Essen, Duisburg und Köln sowie von 1990 bis 1997 Akademischer Oberrat an der Universität Trier im Fach Soziologie. 1997 erfolgte die Berufung zum Universitätsprofessor des Faches Soziologie mit dem Schwerpunkt Empirische Sozialforschung an die RWTH Aachen. Von 2004 bis 2006 war Hill dort Prodekan für Forschung an der Philosophischen Fakultät. Seit Oktober 2005 ist er erster stellvertretender Vorsitzender der Arbeitsgemeinschaft Sozialwissenschaftlicher Institute e.V. (ASI). 2006 bis 2010 war er Dekan der Philosophischen Fakultät der RWTH Aachen und ist seit 2009 Mitglied in Komitee 260 bei Austrian Standards International. Ferner ist Hill seit 2009 Mitglied im Beschwerderat (zweite Kammer) des Rates der Deutschen Markt- und Sozialforschung und seit Juli 2013 Vorsitzender des Kuratoriums der GESIS – Leibniz-Institut für Sozialwissenschaften. Seit Oktober 2013 ist er zudem Prodekan für Forschung an der Philosophischen Fakultät sowie seit Oktober 2014 Sprecher der Professoren der RWTH Aachen.

## Publikationen (Auswahl)

### Monografien
- Determinanten der Eingliederung von Arbeitsmigranten, Königstein 1984 (Dissertationsschrift)
- mit Achim Trube: Soziale Herkunft und berufliche Erwartungen von arbeitslosen Jugendlichen, Duisburg 1981
- mit Elke Esser und Rainer Schnell: Methoden der empirischen Sozialforschung, München 1988; 10. Auflage, 2013
- mit Johannes Kopp: Familiensoziologie. Grundlagen und theoretische Perspektiven, Stuttgart 1995; 5. Auflage, Wiesbaden 2013
- Rational-Choice-Theorie, Bielefeld 2002

### Herausgeberschaft
- Interaktion und Kommunikation. Eine empirische Studie zu Alltagsinteraktionen, Konflikten und Zufriedenheit in Partnerschaften, Würzburg 2004
- mit Frank Kalter, Johannes Kopp u. a.: Hartmut Essers Erklärende Soziologie. Kontroversen und Perspektiven, Frankfurt a. M. 2009
- mit Johannes Kopp: Handbuch Familiensoziologie, Wiesbaden 2015
- mit Daniel Baron: Atypische Beschäftigung und ihre sozialen Konsequenzen, Wiesbaden 2017